# ジャルキャピタル
株式会社ジャルキャピタル（英称：JAL CAPITAL CO.,LTD.）は、かつて存在した日本の金融・リース業者。株式会社日本航空の完全子会社であった。

## 事業内容
- JALグループ企業への融資
- JALグループ企業への航空機のリース
- 保険代行業
- 資金事務の代行

## 沿革
- 1988年7月25日 - 会社設立
- 2003年4月1日 - 吸収分割により親会社が日本航空株式会社（現・株式会社日本航空インターナショナル）から株式会社日本航空システム（現・株式会社日本航空）へ変更となる[1]。
- 2010年
  - 1月19日 - 親会社の日本航空・元親会社の日本航空インターナショナルと共に東京地裁に会社更生法の適用を申請。負債総額は約1226億8400万円[2]。
  - 6月25日 - 債権の一本化および債権カット交渉の円滑化を目的として、日本航空インターナショナルと共に親会社である日本航空に吸収・統合されることが発表された[3]。
  - 8月31日 - 更生計画案を東京地裁に提出[4]。
  - 11月30日 - 東京地裁が更生計画を認可。
  - 12月1日 - 親会社の日本航空とともに日本航空インターナショナルに吸収合併され解散（同年6月の報道時から変更）。